# Anders Lorange
Anders Lund Lorange, född 1847 i Halden, död 1888, var en norsk arkeolog, konservator vid Bergens museum 1873–1888.
Redan som student började Lorange företa omfattande utgrävningar i östra Norge. Under dessa läroår faller också hans undersökningar av Raknehaugen, Norges största gravhög. Lorange var 1873 den första som uppställde en förromersk period i nordisk järnålder. Vid Bergens museum genomförde Lorange en nyordning av forntidssamlingen i samband med en tryckt katalog som utkom 1875. Han arbetade också flitigt med museets kulturhistoriska samling från nyare tid och var museets intendent. Han var ordförande för kommittén för Håkonshallens restaurering och sörjde för flyttningen av Fortuns stavkyrka. Av hans utgrävningar kan nämnas den stora vikingagraven med ett bränt skepp på Myklebostad i Eid i Nordfjord och skeppsgraven Storhaug på Karmøy.
Loranges huvudverk är Den yngre jernalders sværd; et bidrag til vikingetidens historie og teknologi (1889).